# Сус (Лачинський район)
Ані, також відоме як Сус (азерб. Sus, вірм. Անի) — село у Лачинському районі Азербайджану.

## Географія
Село розташовано за 5 км на південний захід від районного центру, міста Лачина. 

## Історія
З 1992 по 2020 рік – у складі Кашатазького району так званої Нагірно-Карабаської Республіки. 1 грудня 2020 року в ході Другої карабаської війни село зайняте Збройними Силами Азербайджану.